# Parafia św. Stanisława Biskupa i Męczennika w Meriden
Parafia św. Stanisława Biskupa i Męczennika w Meriden, Connecticut (ang. The Parish Family of St. Stanislaus Bishop & Martyr) – parafia rzymskokatolicka położona w Meriden, Connecticut, Stany Zjednoczone.
Jest ona jedną z wielu etnicznych, polonijnych parafii rzymskokatolickich w Nowej Anglii z mszą św. w j. polskim dla polskich imigrantów.
Nazwa parafii jest związana z patronem, św. Stanisławem.
Ustanowiona 1891 roku.

## Historia
Parafia św. Stanisława Biskupa i Męczennika w Meriden (Connecticut) była pierwszą polonijną parafią założoną w archidiecezji Hartford. Inicjatywa została podjęta przez samych polskich imigrantów 1 stycznia 1889, kiedy Jan Damach wraz z przyjaciółmi założył bractwo św. Stanisława Biskupa i Męczennika.
Ponieważ teren przy Jefferson i Oak Street został wcześniej nabyty przez imigrantów, w 1891 roku biskup Lawrence Stephen McMahon mianował ks. Antoniego Klawitter jako pierwszego proboszcza, a 8 stycznia 1893 poświęcił pierwszy drewniany budynek na kościół pw. św. Stanisława Biskupa i Męczennika.
Posiadając 9000 dolarów, ks. John L. Ceppa zakupił teren pod nowe miejsce na kościół, na rogu Pleasant i Olive St.
7 września 1908 biskup Michael Tierney poświęcił nowy kościół.
29 czerwca, 2017 kościół Świętego Stanisława Biskupa i Męczennika, Meriden oraz kościół Świętych Piotra i Pawła, Wallingford wchodzą w skład parafii Świętej Faustyny.